# Privatizarea CFR Marfă
Privatizarea CFR Marfă - transferul activelor CFR Marfă aflate în proprietatea unei societăți comerciale cu capital majoritar de stat către un investitor privat.

## Prima licitație
CFR Marfă a scos la licitație în iunie 2013 un pachet cu 51% din acțiunile sale contra sumei de 202 milioane de euro, cu 20 de milioane mai mult decât prețul inițial.

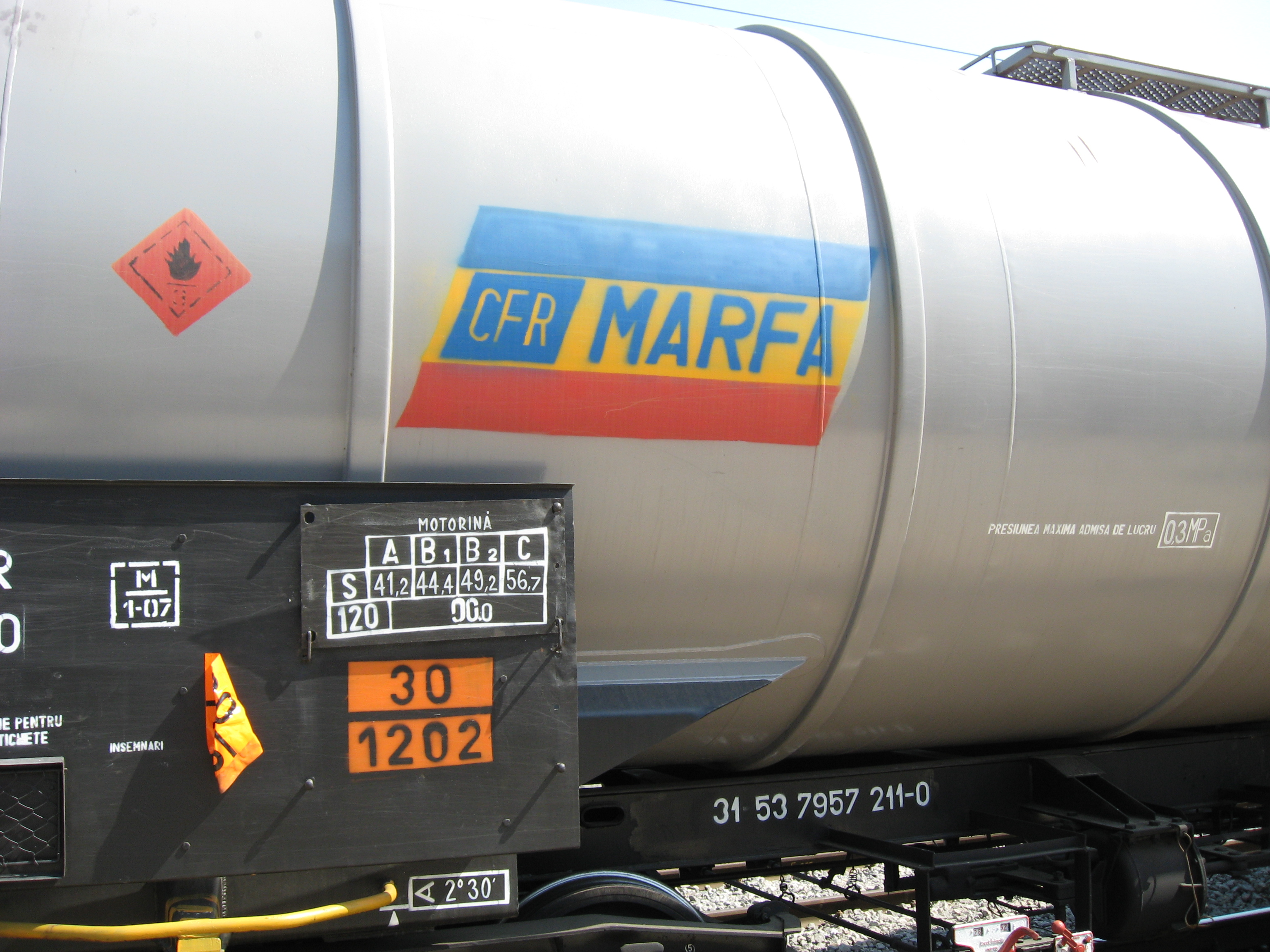
Vagon CFR Marfă

La 8 mai 2013, au depus documentația de participare la privatizare OmniTRAX (care s-a retras), asocierea Transferoviar Grup - Donau Finan (care s-a retras) și GFR, parte a grupului Grampet, controlat de omul de afaceri Gruia Stoica.
Grup Feroviar Român (GFR) a rămas singurul concurent în cursa pentru privatizarea CFR Marfă și a câștigat licitația. De asemenea GFR a intenționat să preia divizia de marfă a Companiei Naționale Feroviare BDZ (Bulgaria). Însă, între timp, Bulgaria a renunțat la privatizarea companiei feroviare de marfă.
Guvernul României a stabilit că 13 octombrie 2013 este data limită pentru finalizarea privatizării CFR Marfă.
Prima încercare de privatizare a eșuat, iar Ministerul Transporturilor va înapoia garanția de 10 milioane de euro depusă de GFR pentru participarea la această privatizare.
Comisia de privatizare a comunicat către GFR că privatizarea nu poate avea loc deoarece unele bănci creditoare ale CFR Marfă nu și-au dat acordul pentru schimbarea acționariatului. De asemenea, potrivit GFR, Consiliul Concurenței nu a avut timpul necesar pentru a se pronunța asupra tranzacției.

## Acuzații de corupție
Traian Băsescu a acuzat Guvernul condus de Victor Ponta de corupție în cadrul procesului de privatizare a CFR Marfă:
„Un ultim apel: fac apel la Guvern să nu se joace cu CFR Marfă, să nu se joace de-a modificarea continuă a condițiilor în care GFR poate achita banii.”
„A fost o strategie aprobată în Guvern, a fost schimonosită prima parte pentru a scoate un anumit câștigător, opriți-vă, este ilegal.”